# Virgin Crisis
Virgin Crisis (悪魔なエロス?, Akuma Na Eros)
 è un manga di Mayu Shinjō, pubblicato nel 2001. In Italia è stato pubblicato dalla Star Comics come manga bimestrale.
Questo manga racconta di una ragazza che vende la sua verginità al diavolo per conquistare un ragazzo.

## Trama
Virgin Crisis parla di una giovane ragazza, Miu Sakurai, che è innamorata del ragazzo più popolare della sua scuola, Shion Amamiya. Convinta che a lui non piaccia per via del suo viso infantile e del suo corpo non sviluppato, Miu si procura un libro di magia e lo utilizza per fare un incantesimo d'amore. Senza saperlo, evoca Satan, un bellissimo e affascinante diavolo, che esaudirà il suo desiderio se in cambio ella gli donerà la sua verginità. Lei accetta, riluttante, per amore di Shion, e così Satan tenta di fare un incantesimo per farlo innamorare di lei. Questo incantesimo non ha però effetto perché Shion è molto cattolico e Dio lo protegge. Allora Satan prende forma umana e, modificando i ricordi delle persone, entra nella classe di Miu spacciandosi per suo fratello maggiore che non è potuto andare a scuola per due anni a causa di una malattia, così da scoprire il motivo per cui non riesce a far innamorare Shion di Miu e trovare il modo per farlo. Intanto Shion scambia di tanto in tanto qualche parola con Miu, cosa che provoca la gelosia delle più belle corteggiatrici del ragazzo che la mettono sotto una cattiva luce ai suoi occhi.
E per questo Satan il diavolo evocato le spinge a supliccare perdono per le cattiverie. Dopo molti avvenimenti e lotte Miu si innamora di Satan e il suo amore viene contraccambiato.

## Personaggi
Miu Sakurai
È una ragazza dal fisico poco sviluppato che si innamora del ragazzo più bello della scuola, Shion Amamiya. Nonostante abbia per errore venduto la sua verginità al diavolo, si mostra riluttante, al contrario delle precedenti vittime, a fare sesso con lui.
Satan - Kai Sakurai
È un affascinante diavolo, che per riuscire ad avere la verginità di Miu, prende sembianze umane dicendo di essere suo fratello maggiore, Kai Sakurai. Si dimostra spesso ostile con Shion, ed è affascinato dal fatto che Miu non abbia ancora ceduto alle sue avance come tutte le altre ragazze.
Shion Amamiya
È il ragazzo più desiderato dell'Istituto Seiran e va nella stessa classe di Miu. Anche se tutte le ragazze più belle lo vogliono, lui è affascinato da Miu nonostante le sue fattezze da ragazzina. È molto cattolico ed è il sagrestano della chiesa dove Miu va a pregare tutti i giorni.
Malpass - Tsubasa Sakurai
È il corvo parlante di Satan. Quando il suo padrone è sulla Terra, si trasforma in un ragazzino, cioè Tsubasa, il "fratello" minore di Miu. Esso si dimostra molto devoto al suo signore e piuttosto gentile con la ragazza.
Seera
È l'amante di Satan. Nelle sue vene scorre sia il sangue di un demone sia quello di un angelo.
Baal
È un diavolo rivale di Satan, che aspira al trono di principe dei demoni.